# Monte Chimera

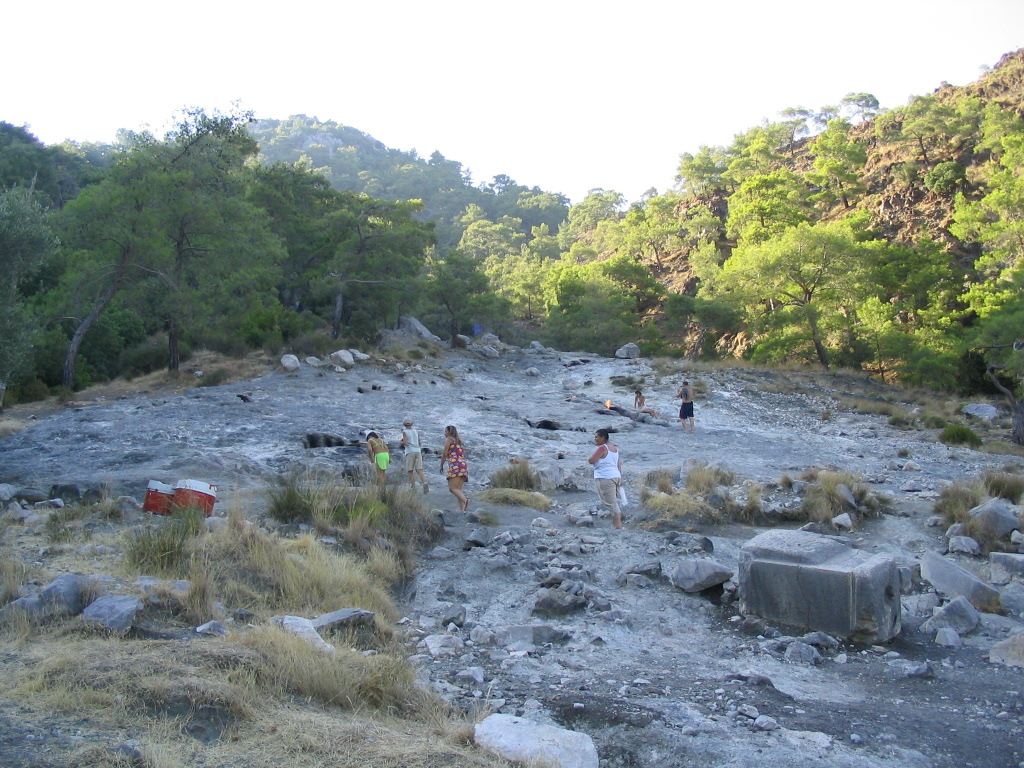
Tratto vulcanico vicino a Yanartaş. Alcuni dicono che questa regione geotermicamente attiva abbia dato l'ispirazione per il mito della Chimera.

Il Monte Chimera (in latino Mons Chimaera) era una montagna nell'antica Licia, conosciuta per i fuochi che vi bruciavano costantemente. Si pensa che l'area corrisponda all'attuale sito di Yanartaş (significato in Turco: pietra che brucia), in Turchia, situato a est del villaggio di Çıralı, nel Parco nazionale costiero del Beydağları. In questo luogo metano e altri gas emergono tuttora dalla roccia e bruciano di continuo.
Alcune fonti antiche, a causa delle somiglianze sotto riportate, ritenevano che qui si trovasse la dimora del mitico mostro chiamato Chimera. Fra gli autori antichi arrivati sino a noi, il più antico a ipotizzare l'origine di questo mito escogitando una teoria evemeristica è Ctesia di Cnido, che viene citato da Plinio il Vecchio: nel secondo libro della Naturalis Historia, Plinio identifica la Chimera con le bocche effusive emettenti in permanenza gas situate sul Monte Chimera, nei pressi dell'antica città licia di Faselide. Egli descrisse il luogo come "bruciante", aggiungendo che era "... in verità bruciato da una fiamma che non muore né di giorno né di notte ". Plinio fu citato da Fozio e Agricola. Strabone e Plinio sono le uniche fonti antiche sopravvissute da cui ci si aspetterebbe la discussione di un toponimo licio, ma il toponimo stesso è attestato anche da Isidoro di Siviglia e Servio Mario Onorato, il commentatore dell'Eneide. Strabone sostenne che Chimera fosse il nome di una gola su una montagna in Licia, che lui pone senza esitazione nelle vicinanze del Monte Cragus, la parte meridionale dell'attuale Babadağ, a circa 75 km a ovest in linea d'aria dal luogo sopra citato. Isidoro cita scrittori di storia naturale (vedi sotto) sostenendo che sul monte Chimera c'erano fiamme in un luogo, leoni e capre in un altro, e molti serpenti in un terzo. Servio si spinge fino a porre i leoni sulla cima della montagna, i pascoli pieni di capre nel mezzo e i serpenti intorno alla base, riprendendo così la descrizione omerica del mostro nel libro sesto dell'Iliade.
Il sito fu identificato da Sir Francis Beaufort nel 1811 come il sito moderno turco Yanar o Yanartaş, e venne poi descritto da Thomas Abel Brimage Spratt nella sua opera Viaggi in Licia, Milyas e Cibyratis, viaggi che effettuò in compagnia del Rev. E. T. Daniell.
La discussione sul legame tra il mito e la posizione esatta del monte Chimera fu iniziata da Albert Forbiger nel 1844. L'archeologo e scrittore George Ewart Bean era dell'opinione che il nome fosse alloctono e che avrebbe potuto essere stato trasferito qui dalla sua posizione originale più a ovest (quella citata da Strabone), a causa della presenza dello stesso fenomeno dei fuochi.

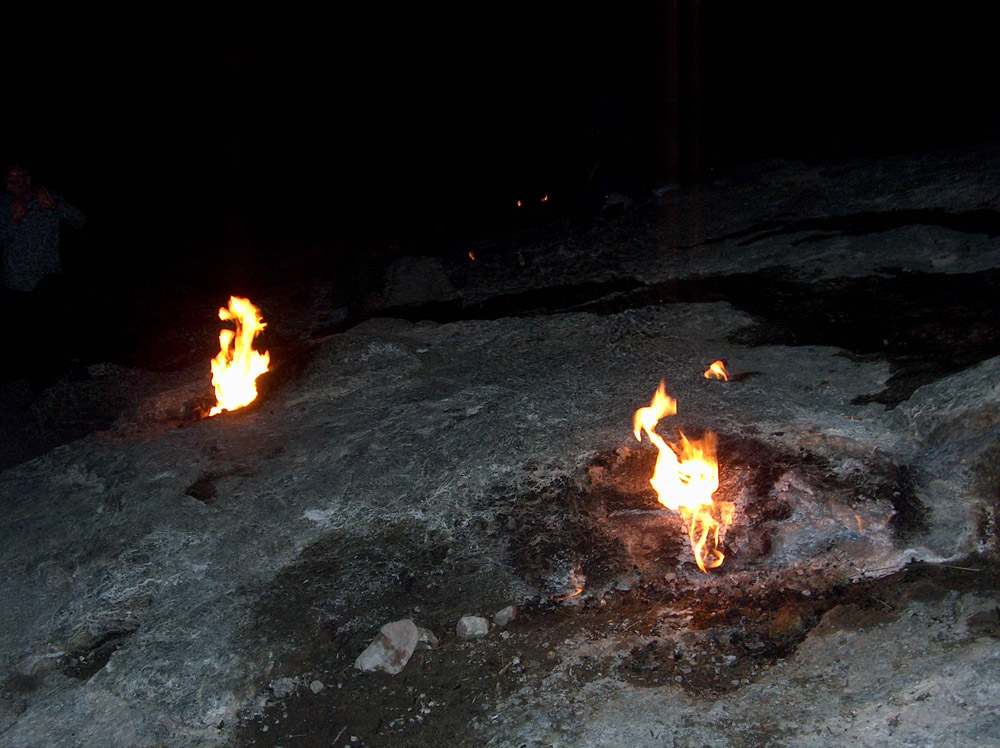
I fuochi di Yanartaş di notte.

## Testimonianze
- Fingunt et Chimaeram triformem bestiam: ore leo, postremis partibus draco, media caprea. Quam quidam Physiologi non animal, sed Ciliciae montem esse aiunt, quibusdam locis leones et capreas nutrientem, quibusdam ardentem, quibusdam plenum serpentibus. Hunc Bellorophontes habitabilem fecit, unde Chimaeram dicitur occidisse. Isidoro di Siviglia, Etymologiae 11.3.36
  - Immaginano che la Chimera sia una bestia triforme, con il volto di leone, la coda di drago ed il corpo di capra. Alcuni studiosi dei fenomeni fisici dicono che non si tratta di un animale, ma di un monte della Cilicia che in determinati punti offre nutrimento a leoni e capre, in altri arde ed in altri è pieno di serpenti: Bellerofonte lo rese abitabile e per questo si dice che uccise la Chimera.
    - Isidoro, non rispettando l'etimologia, scambiò Licia e Cilicia, come qui sotto:
- Lycia nuncupata quod ab oriente adiuncta Ciliciae sit. Nam habet ab ortu Ciliciam, ab occasu et meridie mare, a septentrione Cariam. Ibi est mons Chimaera, qui nocturnis aestibus ignem exhalat: sicut in Sicilia Aetna et Vesuvius in Campania. Isidoro di Siviglia, Etymologiae 14,3,46.
  - La Licia è stata così chiamata perché confina ad oriente con la Cilicia: questa regione, infatti, ha ad oriente la Cilicia, ad occidente ed a sud il mare ed a nord la Caria. In essa si trova il monte Chimera, da cui, a causa di calori notturni, si sprigiona un fuoco simile a quello dell'Etna in Sicilia e del Vesuvio in Campania.
- Plinio 2.105 Mayhoff
  - Monte Chimera (Inglese)
- Plinio 5.43
  - Monte Chimera (Inglese)
- Plinio 5.53
  - Chimera come punto di riferimento geografico. (inglese)
    - "Capo" è una glossa del traduttore.

  - La versione inglese di Plinio in Perseus differisce nella numerazione dei capitoli: questi diventano 2.110, 5.28, 5.35
- Servio in Eneide 6.288..
  - "Infatti, c'è un Monte Chimera..."
- Strabone 14.3.5, "una certa gola, Chimera, che si estende partendo dalla costa." (Inglese)
- Vicino ad Adratchan, non lontano dalle rovine dell'Olimpo,  si innalzano tra il calcare un certo numero di colline arrotondate di serpentino, e alcune di esse sorreggono masse di quella roccia. All'incrocio tra una di queste masse di scaglia e il serpentino, c'è lo Yanar, conosciuto ai tempi antichi come la Chimæra, riscoperto in epoca moderna dal Capitano Beaufort. Esso non è altro che un flusso di gas infiammabile proveniente da una caverna, come si vede in diversi luoghi tra gli Appennini. Il serpentino immediatamente attorno alla fiamma è bruciato e incenerito, ma solo per un paio di piedi, mentre la zona immediatamente vicina ai fuochi dello Yanar presenta lo stesso aspetto che aveva ai tempi di Seneca, il quale scrive "Laeta itaque regio est et herbida, nil flammis adurentibus Epistulae 79,3 tale è la Chimera, privata di tutti i suoi terrori. È ancora, tuttavia, parecchio visitata sia dai greci che dai turchi, che usano le sue classiche fiamme per cucinare i kebobs per la loro cena. Spratt, op. cit. (Londra, 1847) Vol. II, p.181-2
- In Lycia regio notissima est (Hephaestion incolae vocant), foratum pluribus locis solum, quod sine ullo nascentium damno ignis innoxius circumit. Laeta itaque regio est et herbida, nihil flammis adurentibus sed tantum vi remissa ac languida refulgentibus. Seneca, Epistulae 79, 3